# Henri Garella
 (juin 2013).
Si vous disposez d'ouvrages ou d'articles de référence ou si vous connaissez des sites web de qualité traitant du thème abordé ici, merci de compléter l'article en donnant les références utiles à sa vérifiabilité et en les liant à la section « Notes et références ».
Pour les articles homonymes, voir Garella.
Henri Garella (Gardanne, 1944) est un musicien organiste, compositeur et arrangeur studio français.

## Biographie
Henri Garella est l'aîné d'une fratrie de trois garçons. Après de brèves études d'architecture aux Beaux-Arts de Marseille, il passe et réussit l'examen d'entrée du Conservatoire de musique d'Aix-en-Provence. Nettement influencé par le jazz, il intègre néanmoins dès 1960 des groupes de musique jouant sur des navires de croisières (notamment le paquebot Le France) en qualité de pianiste et parcourt ainsi le monde. De retour en France à la fin des années 1960, il crée avec d'autres musiciens le groupe Eden Rose dont la chanteuse deviendra par la suite Rose Laurens. Il accompagne ensuite de grands noms de la chanson française comme Claude François, France Gall ou Jacques Dutronc.
À l'arrivée des premiers synthétiseurs, il prend une nouvelle orientation musicale et travaille essentiellement en studio dans le sud de la France et à Paris. Influencé par Al Jarreau, Herbie Hancock ou Stevie Wonder, il continue toujours de produire de la musique.

## Compositions
- Générique de l'émission de télévision 30 millions d'amis
- Générique de l'émission de télévision Ushaïa
- Générique de l'émission de télévision Tournez manège
- Générique de La Petite Maison dans la prairie